# Celeste Yarnall
Celeste Jeanne Yarnall (Long Beach, 26 de julio de 1944-Westlake Village, 7 de octubre de 2018) fue una actriz estadounidense principalmente de las décadas de 1960 y 1970. Comenzó su carrera en televisión antes de pasar a papeles cinematográficos.

## Carrera
Originaria de Long Beach, California, Yarnall fue descubierta por Ozzie Nelson y su hijo Ricky en 1962, y apareció en su programa The Adventures of Ozzie and Harriet. Fue nombrada Miss Rheingold 1964 (la última persona en ostentar ese título) mientras modelaba y aparecía en comerciales de televisión. Hizo su debut cinematográfico en El profesor chiflado (1963) y, después de aparecer en el Festival de Cannes de 1967, fue descubierta por el productor Harry Alan Towers, quien la buscó para que apareciera como el personaje central en su película Eva. También apareció como una «reina del grito» aterrorizada por un monstruo sin cabeza en la película de terror Beast of Blood (1971).
Yarnall era conocida por su papel de Yeoman Martha Landon en el episodio «La manzana» (1967) de Star Trek: la serie original, un personaje al que volvería en la película Star Trek: De Dioses y Hombres (2006). Fue elegida para un pequeño papel junto a Elvis Presley en Live a Little, Love a Little (1968), como una asistente a la fiesta con un minivestido plateado brillante y brevemente un abrigo de piel blanco, que capta la atención de Presley y lo incita a cantar «A Little Less Conversation». Después de asistir al Festival de Cannes en 1968, la Asociación Nacional de Propietarios de Teatros la nombró «Estrella nueva más prometedora» de 1968, y el Cuerpo de Prensa Extranjera la nombró «Belleza más fotogénica del año». En 1971, interpretó a la vampira titular en la película de bajo presupuesto The Velvet Vampire de Stephanie Rothman, de la que Dave Kehr del Chicago Reader dijo: «Dado el género (terror) y el presupuesto (extremadamente bajo), puede parecer perverso decir que la película de 1971 de Stephanie Rothman se encuentra entre las mejores películas de mujeres jamás realizadas, pero así es».

## Vida personal
Yarnall estuvo casada con Sheldon Silverstein desde 1964 hasta 1970, con quien tuvo a su única hija, Camilla Yarnall (nacida en 1970), y con Robert Colman desde 1979 hasta 1990. El 2 de julio de 2010 se casó con el artista británico Nazim Nazim en Ventura, California.

## Años posteriores y muerte
Cuando su carrera como actriz disminuyó, Yarnall comenzó a trabajar en bienes raíces. A pesar de las advertencias sobre oportunidades limitadas para el éxito, obtuvo ingresos de seis cifras en su primer año en una empresa de bienes raíces. En 1982, era propietaria de Celeste Yarnall & Associates, que un columnista sindicado describió como «una de las firmas inmobiliarias de oficinas más importantes de Los Ángeles».
En 1998, Yarnall obtuvo un doctorado en nutrición, luego de lo cual enseñó nutrición en la Universidad Pacific Western. También se convirtió en criadora de gatos tonquineses y escribió dos libros: Natural Dog Care: A Complete Guide to Holistic Care for Dogs y Natural Cat Care: A Complete Guide to Holistic Care for Cats. Yarnall asistió a las convenciones de ciencia ficción como resultado de su papel en Star Trek, donde firmó autógrafos para los fanáticos.
Yarnall murió en Westlake Village, California, el 7 de octubre de 2018, a los 74 años, de cáncer de ovario, que le habían diagnosticado en 2014.

## Filmografía
| Año  | Título                         | Papel                    | Notas         |
| ---- | ------------------------------ | ------------------------ | ------------- |
| 1963 | El profesor chiflado           | Estudiante universitaria | Sin acreditar |
| 1963 | A New Kind of Love             |                          | Sin acreditar |
| 1963 | Under the Yum Yum Tree         | Chica universitaria      | Sin acreditar |
| 1966 | La vuelta al mundo bajo el mar | Secretaria               |               |
| 1968 | Eva                            | Eva                      |               |
| 1968 | Live a Little, Love a Little   | Ellen                    |               |
| 1969 | Bob & Carol & Ted & Alice      | Susan                    |               |
| 1970 | Beast of Blood                 | Myra J. Russell          |               |
| 1971 | The Velvet Vampire             | Diana Le Fanu            |               |
| 1972 | The Mechanic                   | Chica de Mark            |               |
| 1973 | Scorpio                        | Helen Thomas             |               |
| 1987 | Fatal Beauty                   | Laura                    |               |
| 1990 | Shattered Dreams               | Madge                    |               |
| 1990 | Funny About Love               | Madge                    |               |
| 1991 | Trabbi Goes to Hollywood       | Jefa de Volvo            |               |
| 1993 | Nacida ayer                    | Sra. Hedges              |               |
| 1993 | Midnight Kiss                  | Sheila                   |               |
| 2003 | Shrink Rap                     | Gloria                   |               |
| 2007 | The Two Sisters                | Enfermera Louise Brennan |               |
| 2012 | Elvis Found Alive              | Celeste Yarnall          |               |
| 2018 | Unbelievable!!!!!              | Celeste Yarnall          |               |

| Año       | Título                              | Papel                     | Notas                                        |
| --------- | ----------------------------------- | ------------------------- | -------------------------------------------- |
| 1962      | The Adventures of Ozzie and Harriet | Chica                     | Episodio: «Rick and the Maid of Honor»       |
| 1962-1963 | My Three Sons                       | Ginny Stewart             | 2 episodios                                  |
| 1966      | El agente de CIPOL                  | Andrea Fouchet            | Episodio: «The Monks of St. Thomas Affair»   |
| 1966      | Bewitched                           | Estudiante de enfermería  | Episodio: «And Then There Were Three»        |
| 1967      | Star Trek: la serie original        | Yeoman Martha Landon      | Episodio: «La manzana»                       |
| 1968      | Ladrón sin destino                  | Ilsa                      | Episodio: «Locked in the Cradle of the Keep» |
| 1968      | Los héroes de Hogan                 | Niñera / Wilhelmina       | 2 episodios                                  |
| 1968      | Tierra de gigantes                  | Marna Whelan              | Episodio: «The Golden Cage»                  |
| 1968      | Bonanza                             | Katie Kelly               | Episodio: «Queen High»                       |
| 1969      | Mannix                              | Tawny                     | Episodio: «Eagles Sometimes Can't Fly»       |
| 1971      | Columbo                             | Gloria                    | Episodio: «Ransom for a Dead Man»            |
| 2007      | Star Trek: De Dioses y Hombres      | Invitada especial de boda |                                              |